# OpenAFS
OpenAFS는 앤드루 분산 파일 시스템(AFS)의 오픈 소스 구현체이다. AFS는 원래 카네기 멜론 대학교에서 개발되었으며, Transarc사의 상용 제품으로 개발되었으나 이후에 IBM에 인수되었다. 2000년 8월 15일 리눅스 월드에서 IBM은 IBM 퍼블릭 라이선스 하에 자사의 상용 AFS 제품 버전을 출시할 예정이라고 발표하였다. 이것이 OpenAFS가 되었다. 오늘날 OpenAFS는 다양한 계열의 운영 체제용으로 활발히 개발되고 있다: AIX, OS X, 다윈, HP-UX, 아이릭스, 솔라리스, 리눅스, 마이크로소프트 윈도우, FreeBSD, NetBSD, OpenBSD.

## 라이선스
OpenAFS 소스 코드를 소유한 법적 주체가 없음에도 불구하고, 수많은 파일에 대한 저작권은 IBM에 종속되어 있다. 코드 중 다수가 IPL로 적용되어 있지만 트리 안의 일부 파일들은 대학교 공허한 라이선스로 적용된다. 적용 가능한 모든 라이선스들은 openafs/doc/LICENSE로 되어 있는 소스 저장소의 파일에 나열되어 있다.